# Zahnbürstenbaum

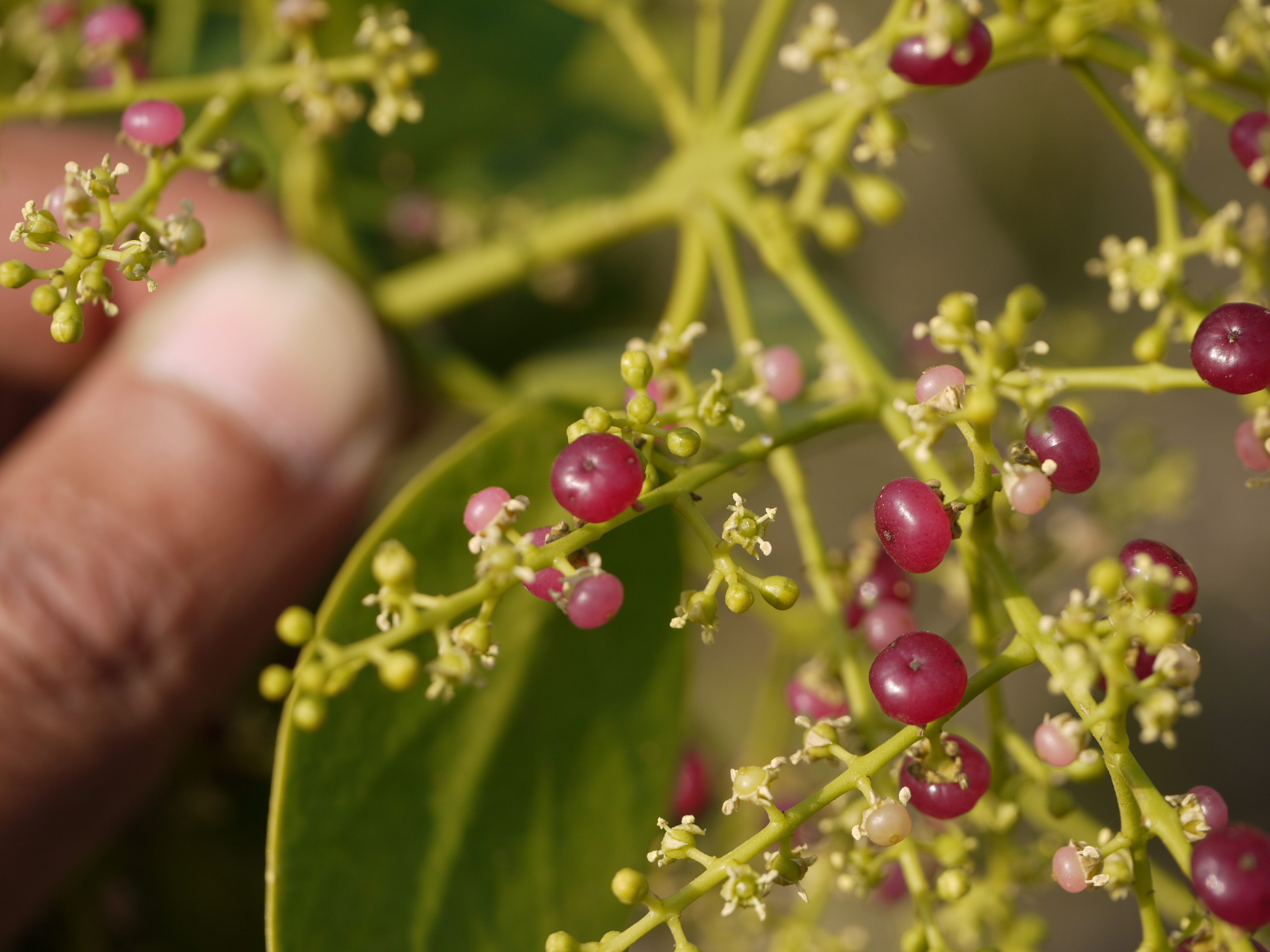
Früchte und Blüten

Der Zahnbürstenbaum (Salvadora persica) ist eine Pflanzenart, die zur kleinen Familie der Salvadoraceae in der Ordnung der Kreuzblütlerartigen (Brassicales) gehört. Andere deutschsprachige Trivialnamen sind Salzbusch, Senfbaum und Arrakbaum oder Arakbaum.

## Beschreibung

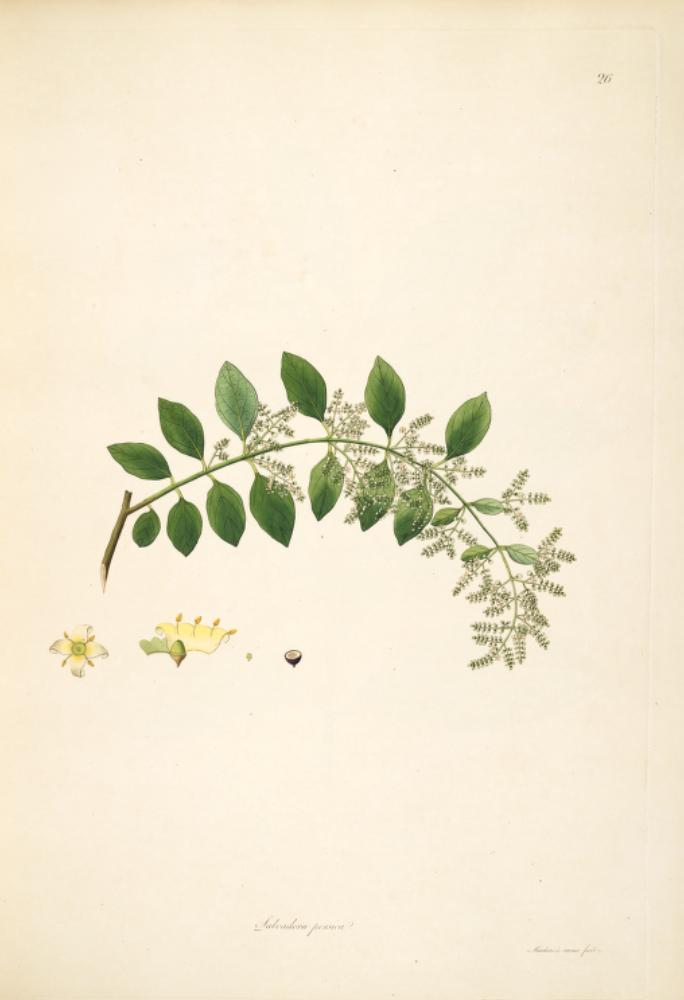
Illustration

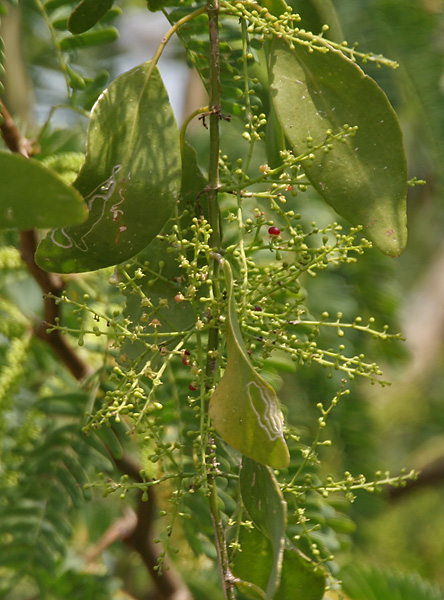
Laubblätter und Fruchtstand

### Vegetative Merkmale
Salvadora persica ist ein immergrüner, schnell wachsender Strauch oder kleiner Baum mit weit ausladender Krone, der Wuchshöhen von 2,7 bis über 7 Metern erreicht. Es sind hängende Zweige und charakteristische, über die ganze Pflanze verteilte lange Knospen vorhanden.
Die gegenständig an den Zweigen angeordneten Laubblätter sind in Blattstiel und Blattspreite gegliedert. Der Blattstiel ist 0,3 bis 1,3, selten bis zu 2 Zentimeter lang. Die einfache, steife und fleischig-ledrige und ganzrandige, rundspitzige bis spitze Blattspreite ist bei einer Länge von 1,4 bis 10,5 Zentimetern sowie einer Breite von 1,2 bis 3, selten bis zu 7,5 Zentimetern schmal-elliptisch bis fast rundlich oder eiförmig. Die Kutikula der Laubblätter ist ziemlich dick. Die Blattspreiten sind isolateral gebaut und die nicht eingesenkten Spaltöffnungen befinden sich auf beiden Blattseiten. Die Gefäßendigungen sind von zahlreichen Speichertracheiden umgeben. Die Laubblätter haben ein Wasserspeichergewebe. Es sind oft minimale Nebenblätter vorhanden.

### Generative Merkmale
Die achsel- oder endständigen, zusammengesetzten rispigen Blütenstände bestehen aus traubigen Teilblütenständen und sind bis zu 10–12 Zentimeter lang. Die sehr kleinen, vierzähligen, kurz gestielten und zwittrigen, duftenden Blüten mit doppelter Blütenhülle sind grünlich-weiß. Der Kelch ist becherförmig mit kurzen Zipfeln. Die kleinen Kronblätter sind lange haltbar und welkend. Es sind 4 kurze Staubblätter an der Basis der Kronblätter vorhanden. Pro Blüte sind zwei oberständige Fruchtblätter vorhanden. Der einkammerige, kurz gestielte Stempel ist nur kurz mit sitzender Narbe. Es sind kleine Nektardrüsen vorhanden.
Die erbsenförmigen, rundlichen, bis zu etwa 1 Zentimeter großen, fleischigen Steinfrüchte mit beständigem Kelch sind bei Reife rot oder dunkelviolett; sie enthalten nur einen Samen.
Die Chromosomenzahl beträgt 2n = 24.

## Vorkommen
Salvadora persica ist von Nordafrika, über das tropische bis ins südliche Afrika, auf der Arabischen Halbinsel sowie in Westasien und auf dem Indischen Subkontinent weitverbreitet. Es gibt Fundortangaben in Kenia, Tansania, Uganda, Eritrea, Äthiopien, Somalia, Sudan, Algerien, Marokko, Ägypten, Angola, Malawi, Mosambik, Sambia, Simbabwe, Mali, Niger, Nigeria, Kamerun, Botswana, Namibia, Transvaal, Oman, Saudi-Arabien, Jemen, Iran, Israel, Jordanien, Syrien, Indien, Pakistan, Sri Lanka und auf Mauritius. Sie ist in manchen Trockengebieten ein Neophyt.
Salvadora persica gedeiht auf sandigen, trockenen Standorten oder salzhaltigen Böden. Eine typische Strandpflanze ist sie aber nicht. In Indien wächst sie in Höhenlagen bis 500 Meter und in Tansania kommt sie bis in Höhenlagen von etwa 1800 Meter vor.

## Taxonomie
Die Erstveröffentlichung von Salvadora persica erfolgte 1753 durch Carl von Linné in Species Plantarum, 1, S. 122. Synonyme für Salvadora persica L. sind: Salvadora persica var. wightiana (Planch. ex Thwaites) Verdc., Salvadora wightiana Planch. ex Thwaites.

## Nutzung
Seinen Namen verdankt der Zahnbürstenbaum der Tatsache, dass seine Knospen, Wurzeln und Zweige traditionell zur Zahnpflege verwendet werden. Dazu werden sie abgeschnitten und anschließend solange gekaut, bis ein Ende so ausgefranst ist, dass es an eine Bürste erinnert. Anschließend werden damit die Zähne geputzt, wobei die abbrechenden Holzstücke ausgespuckt werden. Diese Zahnhölzer dienen zum Reinigen der Zähne, als Zungenschaber und zur Massage des Zahnfleisches. Man findet bei den islamischen Sitten zur Gebetsverrichtung folgende Erwähnung: „… Die erforderlichen Vorschriften des Gebetes nach der Rechtsschule Hanafi sind im folgenden: Zahnbürste aus Zahnbürstenbaum zu benutzen. …“ Diese natürliche Zahnbürste wird auch Miswak oder Siwak genannt.
In Salvadora persica sind wichtige Mineralstoffe, Rohfasern, Proteine und keimhemmend wirkende Substanzen enthalten. Insbesondere Ablagerungen feinster Bassanit-Kristalle unterstützen die Reinigung der Zähne durch das Kauen der Pflanzenteile. Die Hölzer haben einen Fluorid-Anteil von 8 bis 22 ppm (handelsübliche Zahnpasta 1000 bis 1500 ppm).
Ayurvedische Kräuterzahnpasta enthält Wirkstoffe aus Salvadora persica.
Die Blätter und Rinde enthalten Trimethylamin. Die Samen sind reich an Ölen und organischen Säuren.
Die süß-pfeffrigen Früchte sind essbar. Sie werden als Senfersatz verwendet oder roh und getrocknet verwendet. Aus den Samen kann ein Fett erhalten werden.
Die jungen Blätter und Knospen werden roh, gekocht oder als Sauce verzehrt. Aus den veräscherten Blättern wird ein Salz gewonnen.

## Ökologie
Salvadora persica ist die Nahrungspflanze für folgende Schmetterlings-Arten (Lepidoptera): Charaxes hansali, Colotis phisadia, Colotis vestalis, Nepheronia buquetii.